# Arthur Patschke
Robert Arthur Theodor Patschke (ur. 13 kwietnia 1865 w Bemowiźnie k. Braniewa, zm. 4 lipca 1934 w Berlinie) – niemiecki inżynier, konstruktor silników parowych, zwolennik teorii eteru i oponent teorii względności Einsteina.

## Życiorys
Arthur Patschke urodził się 13 kwietnia 1865 roku w Bemowiźnie koło Braniewa na Warmii, jako syn właściciela młyna Friedricha Patschke (ród Patschke osiedlił się na Warmii w 1750 roku i stał się tu z czasem właścicielem 20 młynów). Arthur Patschke został ochrzczony 5 czerwca w Braniewie, najpewniej w kościele nowomiejskim (współcześnie św. Antoniego), gdyż był to jedyny kościół gminy ewangelickiej, a takiego wyznania był jego ojciec Friedrich. Ponieważ Arthur pragnął zostać inżynierem, porzucił przed końcem szkoły naukę w braniewskim gimnazjum i wyjechał, ażeby podjąć naukę na uczelni technicznej Hochschule Mittweida w Saksonii. W 1887 ukończył tę uczelnię z dyplomem inżyniera maszyn.
Karierę zawodową rozpoczął od konstruowania maszyn kreślarskich, od 1894 roku pracował w różnych firmach jako konstruktor maszyn parowych. Około 1907 roku przeprowadził się do Berlina, gdzie podjął pracę w zakładach Siemens-Schuckert i gdzie mieszkał już do końca życia.
Arthur Patschke odnosił sukcesy jako konstruktor maszyn parowych. Ok. 1900 rozpoczął prace na skonstruowaniem obrotowego silnika parowego (Rotationsdampfmaschine), który zaprezentował w 1902 roku na targach przemysłowych w Düsseldorfie. Później opracował też konstrukcję poprzecznego silnika parowego (Transversal-Dampfturbine). Podczas tych innowacyjnych prac konstruktorskich utrzymywał kontakty z innymi wielkimi konstruktorami maszyn tamtych czasów, m.in. z laureatem Nagrody Nobla w dziedzinie fizyki Nilsem Dalénen.
Zainteresowania naukowe Arthura Patschke wykraczały jednak daleko poza konstrukcję maszyn. Dostrzegając, jaka potężna energia tkwi w parze wodnej, próbował wyjaśnić za jej pomocą istotę sił tkwiących w przyrodzie. Budując maszyny, stawiał pytania: jaka siła wprawia je w ruch, co jest istotą tej siły, czym jest energia i czym jest ruch sam w sobie. Pytania ewaluowały od fizyki do filozofii: z czego zbudowany jest świat i czym jest człowiek. Ukierunkowany wieloletnim doświadczeniem konstruktora, wysuwał hipotezę, iż świat jest jedną wielką turbiną eteru. Prowadził na te tematy dyskusje ze współpracownikami, z członkami towarzystwa Naturwissenschaftlicher Verein Düsseldorf oraz ze swoją żoną Margarete von Oppell. Owocem tych naukowo-filozoficznych rozważań Arthura Patschke była teoria głównej zasady energii, głosząca, że „w gazie cząstki mogą poruszać się naprzód, tylko pod warunkiem przyłożenia siły z drugiej strony”. Swoją teorię ogłosił drukiem w 1905 w książce Lösung der Welträtsel durch das einheitliche Weltgesetz der Kraft.
Arthur Patschke był trzykrotnie żonaty. W 1889 roku ożenił się z Marią Auguste Hedwig z d. Doepner, z którą miał trójkę dzieci. Trzeci związek małżeński zawarł ok. 1910 roku z Margarete von Oppell, z tego związku również narodziła się trójka dzieci. Trzecia żona Margarete von Oppell wcześniej studiowała w Kapsztadzie w Południowej Afryce nauki przyrodnicze i wspierała męża na wszystkich płaszczyznach jego pracy. W 1934 roku wydała drukiem książkę Urkraft, w której sprzęgała teorie męża z aktualnym stanem nauki.

## Wybrane publikacje
- Transversal-Dampfturbinen für elastische Kraftmittel (1904)
- Lösung der Welträtsel durch das einheitliche Weltgesetz der Kraft (1905)
- Elektromechanik: Einheitliche erklärung und mechanik der naturkräfte (1921)
- Umsturz der Einsteinschen Relativitätstheorie (Overthrow of Einstein's Theory of Relativity, 1922)